# The Prodigal Stranger
The Prodigal Stranger es el décimo álbum de estudio de la banda de rock británica Procol Harum, publicado en agosto de 1991. Está dedicado a la memoria de Barrie James (B.J.) Wilson, baterista del grupo en los álbumes anteriores. Fue grabado después de una ruptura que duró 14 años, desde la publicación del álbum Something Magic de 1977.

## Lista de canciones
1. "The Truth Won't Fade Away" (Gary Brooker, Matthew Fisher, Keith Reid)
2. "Holding On" (Brooker, Reid)
3. "Man with a Mission" (Brooker, Matt Noble, Reid)
4. "(You Can't) Turn Back the Page" (Brooker, Noble, Reid)
5. "One More Time" (Brooker, Fisher, Reid)
6. "A Dream in Ev'ry Home" (Brooker, Fisher, Reid)
7. "The Hand That Rocks the Cradle" (Brooker, Thompson, Reid)
8. "The King of Hearts" (Brooker, Noble, Reid)
9. "All Our Dreams Are Sold" (Brooker, Trower, Reid)
10. "Perpetual Motion" (Brooker, Noble, Reid)
11. "Learn to Fly" (Brooker, Fisher, Reid)
12. "The Pursuit of Happiness" (Brooker, Noble, Reid)

## Créditos
- Gary Brooker – voz, piano
- Matthew Fisher - órgano
- Robin Trower – guitarra
- Mark Brzezicki - batería
- Dave Bronze - bajo
- Keith Reid – letras